# Garelli Gary
Die Garelli Gary war ein Kleinkraftrad des italienischen Herstellers Garelli, das zwischen 1987 und 1991 produziert wurde. Als Weiterentwicklung der Garelli-Baureihe „Basic“ war es insbesondere für Einsteiger oder als Alltagsfahrzeug geeignet.

## Geschichte
Die Gary war als besonders preisgünstiges Modell der Marke positioniert und erhielt gegenüber der Vorgängerserie Basic lediglich kleine äußere Veränderungen. Es wurden zwei Hauptversionen produziert:
- Gary Uno als Einsitzer mit einem Gang,
- Gary Due mit zwei Gängen und automatischem Getriebe.

Beide Versionen wurden mit Pedalen gestartet. Ab 1989 wurde in Zusammenarbeit mit der Universität Graz ein Modell mit Katalysator entwickelt – die Gary Uno Kat. Dieses Modell erfüllte die besonders strengen Schweizer Emissionsvorschriften und wurde ab 1990 produziert.

## Technische Daten (Gary Due, Baujahr 1989)
| Merkmal                | Daten                             |
| ---------------------- | --------------------------------- |
| Modell/Produktionsjahr | Gary / Due (1989)                 |
| Motor                  | Zweitakt, Einzylinder             |
| Hubraum                | 49 cm³                            |
| Bohrung × Hub          | 40 mm × 39 mm                     |
| Verdichtungsverhältnis | 8,5                               |
| Leistung               | 2 PS (1,5 kW) bei 5800/min        |
| Zylinder               | Aluminium                         |
| Kühlung                | Luftgekühlt                       |
| Zündung                | Elektronisch (CDI)                |
| Vergaser               | Dell’Orto SHA 14/12               |
| Kraftstoff             | Benzin-Öl-Gemisch 25 : 1          |
| Kupplung               | Fliehkraftkupplung im Ölbad       |
| Getriebe               | Automatikgetriebe mit 2 Gängen    |
| Anlasser               | Pedalstart                        |
| Rahmen                 | Stahlrohr-Monorahmen              |
| Vorderradaufhängung    | Teleskopgabel                     |
| Hinterradaufhängung    | Schwinge mit Stoßdämpfer          |
| Räder                  | Gussräder oder Drahtspeichenräder |
| Reifengröße            | 2.25 × 16" (vorn und hinten)      |
| Bremsen                | Trommelbremse (vorn und hinten)   |
| Leergewicht            | 52 kg                             |
| Höchstgeschwindigkeit  | 40 km/h                           |
| Durchschnittsverbrauch | 45 km/l                           |
| Tankinhalt             | 3,2 Liter                         |

## Varianten
- Gary Uno: Einfache Ausführung mit 1-Gang-Automatik
- Gary Due: 2-Gang-Automatik, besser ausgestattet
- Gary Uno Kat: Katalysatorversion für die Schweiz (ab 1989)